# Acueducto de S'Argamassa
El acueducto de S'Argamassa es un monumento del Imperio Romano situado cerca de S'Argamassa, en la Vénda d'Arabí, entre cala Pada y cala Martina, en el municipio de Santa Eulalia del Río (Ibiza, España). Está formado por una conducción de agua y restos de estructuras arquitectónicas correspondientes a una instalación industrial y a un asentamiento marítimo-rural.
En 1999, el conjunto fue declarado bien de interés cultural con categoría de monumento.

## Descripción
Se trata de una construcción longitudinal en dirección NW-SE, de unos 425 m de largo. El extremo sur, junto al mar, conserva 2,8 m de altura y desde este punto desciende progresivamente en su recorrido hasta los 0,3 m en el extremo NW. Cerca del mar se han documentado dos bifurcaciones: una hacia el este y otra hacia el oeste. En medio queda la conducción principal, que se pierde en el mar y que la erosión ha hecho desaparecer en un tramo difícil de evaluar.
El ramal oeste, excavado parcialmente, se conserva muy derruido. Probablemente llevaba agua a una cisterna que todavía no ha sido localizada. El otro está oculto por la vegetación y los jardines de un hotel construido cerca del acueducto.
La obra está realizada con piedras poco retocadas, de medidas variables, y mortero del tipo opus caementicium: de cal y arena de grano grueso, actualmente muy consolidado y calcificado debido al paso del agua. En la parte superior del muro se conserva, en algunos tramos, la canalización para llevar agua, de anchura y profundidad irregular.
Tiene una anchura media de 0,2 m y 0,3 m de profundidad. Previamente a esta conducción existía otra de factura idéntica, y también de sección casi cuadrada, sobre la que se construyó un tramo más de muro con la nueva canalización sustitutoria.
Se construyó para desaguar el agua que había inundado las galerías de las minas de S'Argentera, cerca de la parroquia de San Carlos de Peralta. Éstas eran unas minas de galena argentífera, cuya explotación debió de ser muy intensa en la época romana.